# Tjahapimu
Tjahapimu (fl. i. e. 360 körül) ókori egyiptomi herceg, tábornok és régens volt a XXX. dinasztia idején.

## Élete
Tjahapimu nagy valószínűséggel Nahtnebef (I. Nektanebó) fáraó fia, Dzsedhór (Teosz) fáraó fivére volt, bár néhol Nahtnebef fivéreként, így Dzsedhór nagybátyjaként említik. Mikor Dzsedhór hadjáratot vezetett az akhaimenida birodalom ellen, távollétében Tjahapimu irányította régensként Egyiptomot. Tjahapimu azonban kihasználta a fáraó népszerűtlenségét, melyet a hadjárata finanszírozására kivetett adók okoztak, és meggyőzte saját fiát, Nahthórhebet, aki a machimoi parancsnokaként szolgálta Dzsedhórt, hogy lázadjon fel és szerezze meg a trónt. Terve sikerrel járt, Nahthórheb (más néven II. Nektanebó) trónra lépett, Dzsedhór pedig Szúzába menekült, a perzsa király udvarába.

## Említései
Tjahapimu meta–grauvakke szobra Memphiszből került elő, ma a New York-i Metropolitan Művészeti Múzeumban található. A szobron Tjahapimut a király fivérének és a király apjának nevezik.

## Fordítás
- Ez a szócikk részben vagy egészben  a   Tjahapimu című angol Wikipédia-szócikk ezen változatának fordításán alapul.  Az eredeti cikk szerkesztőit annak laptörténete sorolja fel. Ez a jelzés csupán a megfogalmazás eredetét és a szerzői jogokat jelzi, nem szolgál a cikkben szereplő információk forrásmegjelöléseként.